# Köpstaden
Köpstaden var ett köpcentrum i Axvall, åtta kilometer utanför Skara, vid Skara sommarland. Köpcentret byggdes under slutet av 1980-talet på initiativ av Bert Karlsson och invigdes den 29 mars 1990. 30 butiker fanns från början i Köpstaden och det lockade många besökare innan det uppstod ekonomiska svårigheter efter några år, då flera butiker lades ned. 2001 ville de dåvarande norska ägarna Uddekil AB storsatsa på Köpstaden och året därpå fanns det planer på att köpcentret skulle byggas ut med 22 000 m² för att locka fler kunder. 2005 fanns det 15 butiker i Köpstaden och samma år både öppnade och stängde den kortlivade nöjesparken Fame World, som hade huserat i några av köpcentrets lokaler.
I november 2007 rapporterades det om att det danska konsortiet IFH Properties hade köpt Köpstaden och att advokaten Peter Bjerregaard utsågs till direktör för köpcentret. Priset låg till en början på 110 miljoner kronor, men det faktiska försäljningspriset är osäkert; det varierar mellan 95–125 miljoner kronor. IFH Properties planerade att bygga ut Köpstaden med 40 000 m², men 2009 försattes dotterbolaget IFH Properties Skara AB i konkurs. 2010 köptes Köpstaden av Parks & Resorts Scandinavia för 15 miljoner kronor. I september 2012 meddelade ägarna att de hade bestämt sig för att riva fastigheten för att i ett första skede skapa utrymme åt en större parkeringsyta för Skara sommarland. Hans Ericsson, Skara sommarlands dåvarande tillförordnade VD, sade att något datum för en planerad rivning inte var bestämt utan att fastigheten "står kvar över vintern och kanske även nästa vinter också." Det meddelades även att fastigheten skulle stå tom tills det att rivningsarbetet påbörjades. I augusti 2016 fanns det ännu ingen plan för Köpstaden eftersom Parks & Resorts Scandinavia istället hade prioriterat nya nöjesattraktioner på Skara sommarland. Att Köpstaden skulle rivas var inte längre självklart utan en ombyggnation låg även på förslag, enligt Skara sommarlands tillförordnade VD Magnus Widell.
I maj 2017 meddelade Parks & Resorts Scandinavia att beslutet var taget att riva Köpstaden. Enligt en materialinventering som hade gjorts av byggnaden upptäcktes det att väggarna i Köpstaden hade omfattande angrepp av svartmögel. Rivningsarbetet planerades att påbörjas i september 2017 och beräknades ta två till tre år tillsammans med återställandet av området. Dock sköts rivningsarbetet upp denna månad på grund av oförutsedda omkostnader i andra anläggningar som ägdes av Parks & Resorts Scandinavia. Rivningen av Köpstaden beräknades kosta 3,5–4 miljoner kronor och rivningsarbetet planerades till hösten 2018 istället. Rivningen av Köpstaden sköttes av Hjobo Entreprenad AB och påbörjades den 4 oktober 2018. Rivningsarbetet slutfördes den 13 februari 2019 och parkeringsytan antogs vara färdig något eller några år senare. Karlsson ansåg att beslutet att riva Köpstaden var berättigat även om han ifrågasatte planerna på att skapa en större parkeringsyta för Skara sommarland. Delar av rivningsmaterialet från Köpstaden användes som underlag till parkeringen i Petersburgs fritidsområde i Skara.

## Galleri

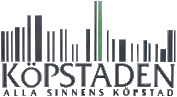
Köpstadens logotyp och slogan: "Alla sinnens köpstad".
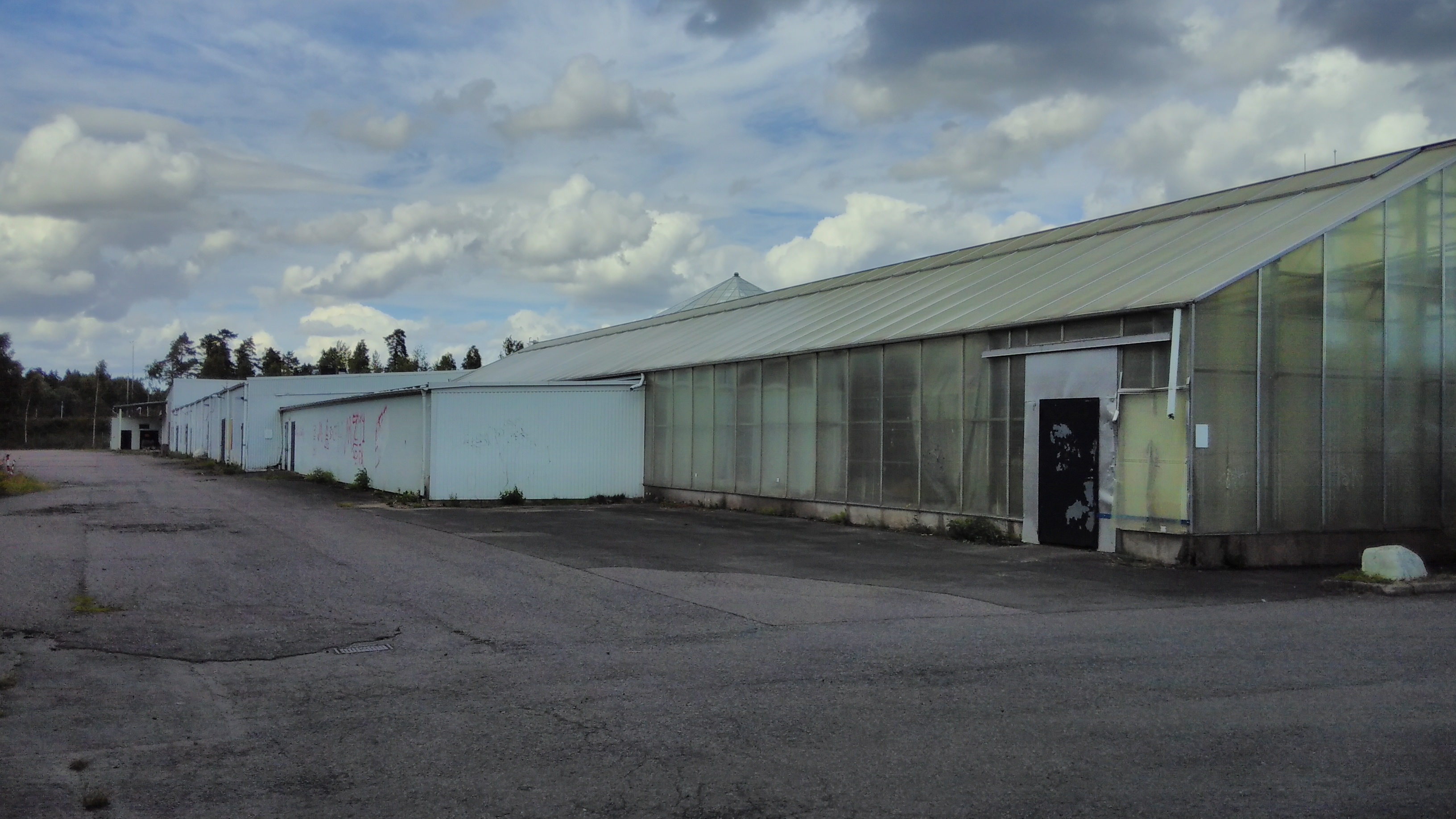
Godsmottagningen för Köpstaden den 31 juli 2017, innan rivningen hade påbörjats.
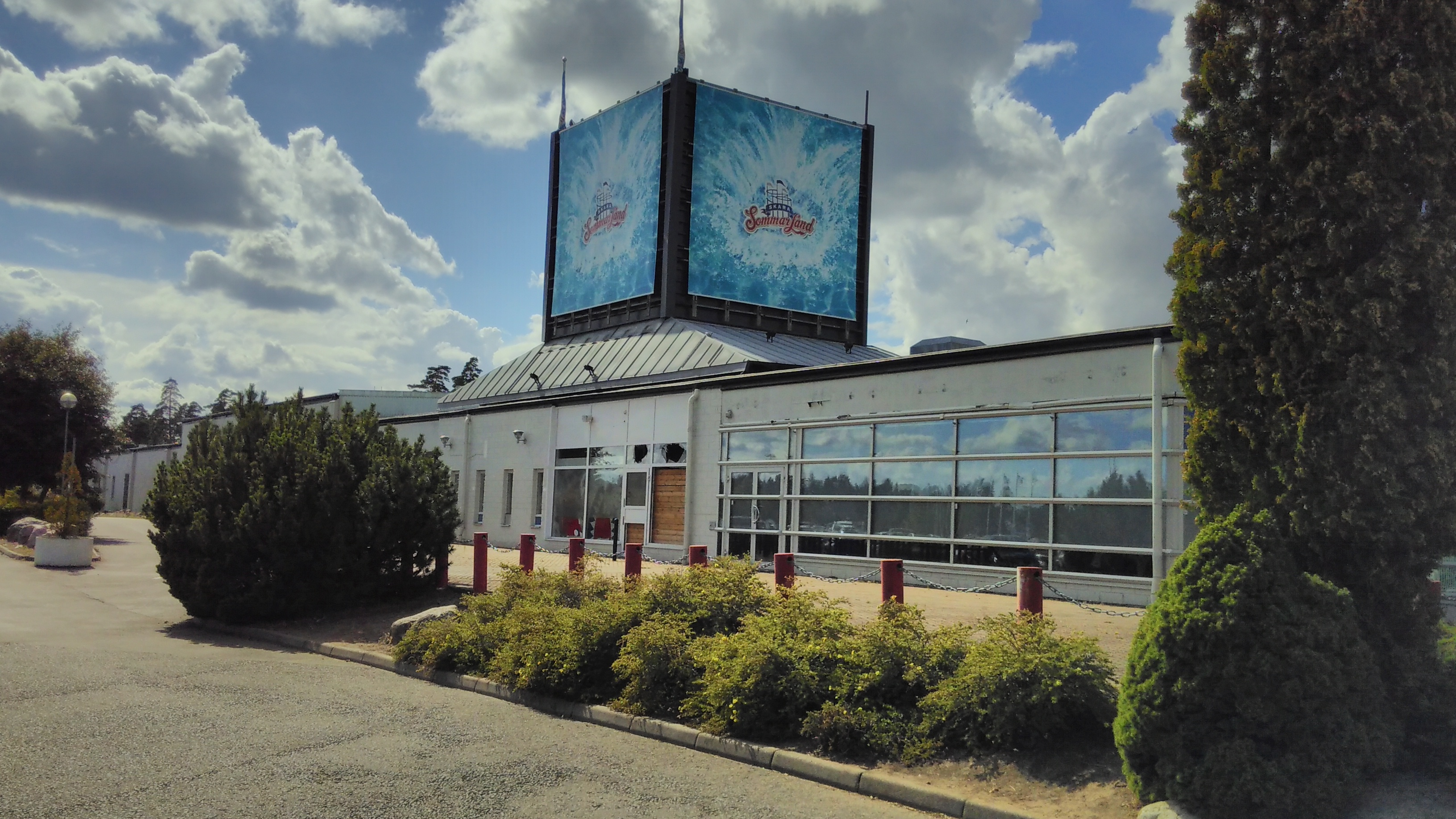
Sidovy av Köpstaden (med reklam för Skara sommarland) den 31 juli 2017, innan rivningen hade påbörjats.